# Nova Era
Nova Era is een gemeente in de Braziliaanse deelstaat Minas Gerais. De gemeente telt 17.932 inwoners (schatting 2009).

## Aangrenzende gemeenten
De gemeente grenst aan Antônio Dias, Bela Vista de Minas, Itabira, Santa Maria de Itabira en São Domingos do Prata.